# Фертигация
Фертигация — способ внесения жидких комплексных удобрений либо пестицидов, одновременно с осуществлением орошения (полива). Данная технология была внедрена впервые в 1970-х годах и получила широкое распространение по всему миру. При применении фертигации значительно возрастает эффективность вносимых питательных веществ, так как происходит снижение непродуктивных потерь удобрений за счет более полного их поглощения растениями.

## Биохимический механизм
При фертигации проходит пассивное (неметаболическое) и активное (метаболическое) поглощение корнями растений питательных элементов. Растения лучше поглощают вещества, если они растворены в воде. Большее количество энергии затрачивается растениями на высвобождение элементов, адсорбированных на поверхности почвенных коллоидов. Растениями очень плохо поглощаются элементы из  малорастворимых солей [неизвестный термин]. Практически недоступными для растений являются те элементы, которые прочно фиксированы почвой.
Процесс поглощения минеральных веществ листьями растений аналогичен процессам, которые протекают в корневой системе. Между процессами корневого и внекорневого питания у растений отмечается тесная взаимосвязь. Отмечается выраженное положительное влияние некорневых подкормок на процессы роста и развития корневой системы. Одновременно отмечается увеличение числа поступающих минеральных веществ через корневую систему, что способствует росту и развитию растений в целом.

## Технология
При внесении в почву минеральных комплексных удобрений способом фертигации выполняется растворение сухих удобрения в воде и последующее получение жидкого концентрированного раствора, который называют маточным.
Он вводится в водный поток в соотношении не более 0,3 %.
Обычно применяются хорошо растворимые в воде сухие удобрения, возможно также использования и жидких форм тех же удобрений.
Дозаторы обеспечивают подачу минеральных компонентов в воду для орошения с необходимой заданной частотой и в необходимых количествах.

## Преимущества фертигации
Применение фертигации обладает рядом преимуществ перед обработкой сухими веществами:
- Исключается негативное воздействие химикатов на окружающую среду. Используемый раствор сосредотачивается в корневом слое и полностью поглощается растениями.
- Сокращаются затраты труда, энергии и материальных средств на производство сельскохозяйственной продукции.
- Отмечается прирост урожая
- Обеспечивается полная механизация и автоматизация процессов приготовления и применения жидких удобрений. Позволяет осуществлять их бестарную транспортировку.

Преимущества применения метода фертигации в наибольшей степени проявляются во второй половине вегетационного периода растений, поскольку в данный период механическое внесение в почву удобрений становится практически невозможной.